# Nuoto ai campionati mondiali di nuoto 2019 - 100 metri rana femminili
La gara di nuoto dei 100 metri rana femminili dei campionati mondiali di nuoto 2019 è stata disputata il 22 luglio e il 23 luglio presso il Nambu International Aquatics Centre di Gwangju. Vi hanno preso parte 55 atlete provenienti da 51 nazioni.

## Podio
| Posizione | Atleta          | Nazionalità |
| --------- | --------------- | ----------- |
| Oro       | Lilly King      | Stati Uniti |
| Argento   | Julija Efimova  | Russia      |
| Bronzo    | Martina Carraro | Italia      |

## Programma
| Data           | Ora (UTC+9) | Turno      |
| -------------- | ----------- | ---------- |
| 22 luglio 2019 | 10:38       | Batterie   |
| 22 luglio 2019 | 20:29       | Semifinali |
| 23 luglio 2019 | 21:47       | Finale     |

## Record
Prima della manifestazione il record del mondo e il record dei campionati erano i seguenti.
| Record mondiale       | 1'04"13 | Lilly King Stati Uniti | 25 luglio 2017 Budapest, Ungheria |
| Record dei campionati | 1'04"13 | Lilly King Stati Uniti | 25 luglio 2017 Budapest, Ungheria |

## Risultati

### Batterie
| Pos. | Batteria | Corsia | Atleta                  | Nazionalità     | Tempo   | Note |
| ---- | -------- | ------ | ----------------------- | --------------- | ------- | ---- |
| 1    | 5        | 4      | Lilly King              | Stati Uniti     | 1'06"31 | Q    |
| 2    | 6        | 4      | Julija Efimova          | Russia          | 1'06"58 | Q    |
| 3    | 6        | 2      | Martina Carraro         | Italia          | 1'06"62 | Q    |
| 4    | 6        | 3      | Tatjana Schoenmaker     | Sudafrica       | 1'06"76 | Q    |
| 5    | 4        | 4      | Reona Aoki              | Giappone        | 1'06"81 | Q    |
| 6    | 5        | 2      | Yu Jingyao              | Cina            | 1'06"91 | Q    |
| 7    | 5        | 3      | Arianna Castiglioni     | Italia          | 1'07"09 | Q    |
| 8    | 5        | 6      | Alia Atkinson           | Giamaica        | 1'07"25 | Q    |
| 9    | 6        | 8      | Fanny Lecluyse          | Belgio          | 1'07"27 | Q    |
| 10   | 6        | 7      | Lisa Mamie              | Svizzera        | 1'07"30 | Q    |
| 11   | 6        | 6      | Jessica Vall            | Spagna          | 1'07"32 | Q    |
| 12   | 6        | 5      | Jessica Hansen          | Australia       | 1'07"38 | Q    |
| 13   | 4        | 7      | Molly Renshaw           | Gran Bretagna   | 1'07"43 | Q    |
| 14   | 4        | 5      | Anna Belousova          | Russia          | 1'07"56 | Q    |
| 15   | 4        | 1      | Alina Zmushka           | Bielorussia     | 1'07"69 | Q    |
| 16   | 5        | 5      | Micah Sumrall           | Stati Uniti     | 1'07"81 | Q    |
| 17   | 4        | 6      | Tes Schouten            | Paesi Bassi     | 1'08"01 |      |
| 18   | 4        | 3      | Kierra Smith            | Canada          | 1'08"05 |      |
| 19   | 4        | 8      | Ida Hulkko              | Finlandia       | 1'08"34 |      |
| 20   | 5        | 7      | Sophie Hansson          | Svezia          | 1'08"39 |      |
| 21   | 5        | 9      | Back Su-yeon            | Corea del Sud   | 1'08"52 |      |
| 22   | 5        | 8      | Kotryna Teterevkova     | Lituania        | 1'08"64 |      |
| 22   | 6        | 0      | Anna Sztankovics        | Ungheria        | 1'08"64 |      |
| 24   | 6        | 1      | Yeung Jamie Zhen Mei    | Hong Kong       | 1'08"70 |      |
| 24   | 6        | 9      | Anna Elendt             | Germania        | 1'08"70 |      |
| 26   | 3        | 5      | Maria Romanjuk          | Estonia         | 1'08"95 |      |
| 27   | 3        | 4      | Phee Jinq En            | Malaysia        | 1'09"05 |      |
| 27   | 3        | 6      | Viktoriya Zeynep Güneş  | Turchia         | 1'09"05 |      |
| 29   | 4        | 0      | Matilde Schroder        | Danimarca       | 1'09"62 |      |
| 30   | 5        | 0      | Weronika Hallmann       | Polonia         | 1'09"72 |      |
| 31   | 4        | 2      | Shi Jinglin             | Cina            | 1'09"88 |      |
| 32   | 3        | 0      | Ema Rajić               | Croazia         | 1'10"10 |      |
| 33   | 3        | 3      | Tatiana Chișca          | Moldavia        | 1'10"16 |      |
| 33   | 5        | 1      | Niamh Coyne             | Irlanda         | 1'10"16 |      |
| 35   | 3        | 1      | Margaret Higgs          | Bahamas         | 1'10"65 |      |
| 36   | 4        | 9      | Lin Pei-wun             | Taipei cinese   | 1'10"74 |      |
| 37   | 2        | 4      | Nàdia Tudó Cubells      | Andorra         | 1'11"53 |      |
| 38   | 3        | 8      | María Jiménez Peon      | Messico         | 1'11"83 |      |
| 39   | 3        | 2      | Anandia Evato           | Indonesia       | 1'12"96 |      |
| 40   | 3        | 7      | Adelaida Pchelintseva   | Kazakistan      | 1'13"24 |      |
| 41   | 2        | 2      | Lei On Kei              | Macao           | 1'14"11 |      |
| 42   | 3        | 9      | Tilka Paljk             | Zambia          | 1'15"02 |      |
| 43   | 2        | 6      | Maria Brunlehner        | Kenya           | 1'15"09 |      |
| 44   | 1        | 3      | Jayla Pina              | Capo Verde      | 1'16"00 |      |
| 45   | 2        | 8      | Tilali Scanlan          | Samoa Americane | 1'16"03 |      |
| 46   | 2        | 7      | Moana Wind              | Figi            | 1'16"56 |      |
| 47   | 1        | 2      | Darya Semyonova         | Turkmenistan    | 1'16"73 |      |
| 48   | 2        | 5      | Amy Micallef            | Malta           | 1'17"06 |      |
| 49   | 2        | 3      | Kirsten Fisher-Marsters | Isole Cook      | 1'17"19 |      |
| 50   | 1        | 6      | Chinelo Iyadi           | Nigeria         | 1'20"48 |      |
| 51   | 1        | 7      | Evita Leter             | Suriname        | 1'20"89 |      |
| 52   | 2        | 0      | Mishael Ayub            | Pakistan        | 1'22"76 |      |
| 53   | 2        | 9      | Taeyanna Adams          | Micronesia      | 1'26"13 |      |
| 54   | 2        | 1      | Nooran Ba Matraf        | Yemen           | 1'26"30 |      |
| 55   | 1        | 4      | Sajina Aishath          | Maldive         | 1'27"10 |      |

### Semifinali
| Pos. | Semifinale | Corsia | Atleta              | Nazionalità | Tempo   | Note |
| ---- | ---------- | ------ | ------------------- | ----------- | ------- | ---- |
| 1    | 1          | 4      | Julija Efimova      | Russia      | 1'05"56 | Q    |
| 2    | 2          | 4      | Lilly King          | Stati Uniti | 1'05"66 | Q    |
| 3    | 2          | 3      | Reona Aoki          | Giappone    | 1'06"30 | Q    |
| 4    | 2          | 5      | Martina Carraro     | Italia      | 1'06"39 | Q    |
| 5    | 1          | 5      | Tatjana Schoenmaker | Sudafrica   | 1'06"61 | Q    |
| 6    | 2          | 1      | Molly Renshaw       | Regno Unito | 1'06"73 | Q    |
| 7    | 1          | 3      | Yu Jingyao          | Cina        | 1'06"85 | Q    |
| 8    | 2          | 2      | Fanny Lecluyse      | Belgio      | 1'06"97 | QSO  |
| 8    | 2          | 6      | Arianna Castiglioni | Italia      | 1'06"97 | QSO  |
| 10   | 1          | 7      | Jessica Hansen      | Australia   | 1'06"98 |      |
| 11   | 1          | 2      | Lisa Mamie          | Svizzera    | 1'07"11 |      |
| 11   | 1          | 6      | Alia Atkinson       | Giamaica    | 1'07"11 |      |
| 13   | 1          | 1      | Anna Belousova      | Russia      | 1'07"17 |      |
| 14   | 2          | 7      | Jessica Vall        | Spagna      | 1'07"46 |      |
| 15   | 2          | 8      | Alina Zmushka       | Bielorussia | 1'07"69 |      |
| 16   | 1          | 8      | Micah Sumrall       | Stati Uniti | 1'07"94 |      |

### Spareggio
| Pos. | Corsia | Atleta              | Nazionalità | Tempo   | Note |
| ---- | ------ | ------------------- | ----------- | ------- | ---- |
| 1    | 5      | Arianna Castiglioni | Italia      | 1'06"39 | Q    |
| 2    | 4      | Fanny Lecluyse      | Belgio      | 1'07"22 |      |

### Finale
| Pos. | Corsia | Atleta              | Nazionalità | Tempo   | Note |
| ---- | ------ | ------------------- | ----------- | ------- | ---- |
|      | 5      | Lilly King          | Stati Uniti | 1'04"93 |      |
|      | 4      | Julija Efimova      | Russia      | 1'05"49 |      |
|      | 6      | Martina Carraro     | Italia      | 1'06"36 |      |
| 4    | 3      | Reona Aoki          | Giappone    | 1'06"40 |      |
| 5    | 1      | Yu Jingyao          | Cina        | 1'06"56 |      |
| 6    | 2      | Tatjana Schoenmaker | Sudafrica   | 1'06"60 |      |
| 7    | 7      | Molly Renshaw       | Regno Unito | 1'06"96 |      |
| 8    | 8      | Arianna Castiglioni | Italia      | 1'07"06 |      |